# East Ayrshire
East Ayrshire (Schots-Gaelisch: Siorrachd Inbhir Àir an Ear) is een raadsgebied (council area) in het zuidwesten van Schotland met een oppervlakte van 1262 km². De hoofdplaats is Kilmarnock en het raadsgebied heeft 121.840 inwoners (2017).
Het raadsgebied behoort tot de lieutenancy area Ayrshire and Arran en het historische graafschap Ayrshire.

## Plaatsen
- Cumnock
- Galston
- Kilmarnock
- Stewarton

Aberdeen · Aberdeenshire · Angus · Argyll and Bute · City of Edinburgh · Clackmannanshire · Dumfries and Galloway · Dundee City · East Ayrshire · East Dunbartonshire · East Lothian · East Renfrewshire · Falkirk · Fife · Glasgow City · Highland · Inverclyde · Midlothian · Moray · Na h-Eileanan Siar (Buiten-Hebriden) · North Ayrshire · North Lanarkshire · Orkney Islands · Perth and Kinross · Renfrewshire · Scottish Borders · Shetland Islands · South Ayrshire · South Lanarkshire · Stirling · West Dunbartonshire · West Lothian
Zie ook: lieutenancy areas, de vroegere regio's en graafschappen